# Trabice
Trabice (německy Trabitze) je neovulkanický vrch v Českém středohoří severovýchodně od Řepnice. Na západní straně je od roku 1989 v provozu kamenolom.

## Geologie a geomorfologie
Vrch tvořený olivinickým bazaltem má podobu širokého hřbetu protaženého ve směru východ–západ. Na svazích se vyskytují balvanové sutě a na úpatí soliflukční plášť. V geomorfologickém členění se nachází v okrsku Kostomlatské středohoří, které je součástí podcelku Milešovské středohoří. Jednalo se o jediný bazaltový[ve zdroji nenalezeno] stolový vrch v Českém středohoří.

## Těžba čediče
Přestože se vrch nachází na území CHKO České středohoří, byla v roce 1982 ministerstvem kultury udělena výjimka, která umožnila těžbu čediče. Ta byla zahájena v roce 1989 a již v tomto roce byl odtěžen nižší západní vrchol s nadmořskou výškou 412 metrů. Dobývací prostor však zahrnuje i hlavní vrchol, který by se měl po odtěžení snížit nejméně o dvacet metrů. Podle průzkumu z roku 2010 ložisko obsahovalo ještě 873 tisíc metrů krychlových vytěžitelných zásob čediče.
Těžba v lomu pokračuje i přes protesty obyvatel okolních obcí. Ti nesouhlasí zejména s poškozením krajinného rázu a mají obavy z poškození domů. Na některých domech v Tlučni proto byly umístěny senzory k měření otřesů. Na základě jejich měření byla v lomu snížena velikost náloží používaných k odstřelům skály.
Podle původních předpokladů měla těžba skončit v roce 2021, ale je pravděpodobné že bude pokračovat i po tomto datu. Po vyčerpání zásob čediče se počítá s rekultivací lomu, který má být do úrovně 340 metrů zavezen a zalesněn.

## Přístup
Na vrchol nevede žádná turisticky značená trasa. Jižním a západním úbočím vrch obchází modře značená stezka a v sedle pod Deblíkem se na ni napojuje žlutě značená trasa na Varhošť.